# OH MY LOVE
『OH MY LOVE』（オー・マイ・ラブ）は、ZARDが1994年6月4日にB-Gram RECORDSから発売された5枚目のオリジナルアルバムである。

## 解説
- 全て80万枚を超える大ヒットシングル3曲を収録した5thアルバム。
- ZARDのオリジナルアルバムとしては最長のロングセラーとなり、前作に続き200万枚を突破。
- 2007年6月29日に放送された坂井泉水の追悼番組「坂井泉水の永遠の今」において、「OH MY LOVE」全収録曲のビデオクリップを、当時の『ミュージックステーション』のスタッフと共に製作していたことが明らかにされた。また、同番組でのZARD追悼企画でもこの点に触れている。
- 2007年9月～2008年5月に行われた追悼ライブ「What a beautiful memory 2007」と「What a beautiful memory 2008」、2009年5月に行われた「What a beautiful memory 2009」、2011年のラストライブ「What a beautiful memory 〜forever you〜」において、上述の「OH MY LOVE」収録曲のライブ映像がファンの前に公開された。初公開された年代は、2007年から2008年にかけては「Oh my love」「あなたに帰りたい」「I still remember」、2009年には「Top Secret」「雨に濡れて（ZARD Version）」が、2011年には「この愛に泳ぎ疲れても」「もう少し あと少し…」「来年の夏も」が現在公開されている[1]。
- 今作のCDのインナージャケットでは、レジュームという特殊な液体が使用され、通常のインクでは出せない淡い色を表現することにこだわっている。また、今作では通常3ヶ月かかるCDプレスの期間を、1ヶ月に短縮する試みがされている[2]。
- 2016年発売のベストアルバム『ZARD Forever Best 〜25th Anniversary〜』には「If you gimme smile」を除く、全ての楽曲が収録された。

## チャート成績
- 初週で約58万枚を売り上げ、チャートイン最終週の75週目に200万枚を突破した（オリコン調べ）。

## 収録曲
| 全作詞: 坂井泉水（except #5 坂井泉水・上杉昇）、全編曲: 明石昌夫。 |                          |                                           |            |      |
| #                                                                  | タイトル                 | 作詞                                      | 作曲       | 時間 |
| 1.                                                                 | 「Oh my love」           | 坂井泉水 （except #5 坂井泉水・ 上杉昇 ） | 織田哲郎   | 4:31 |
| 2.                                                                 | 「Top Secret」           | 坂井泉水 （except #5 坂井泉水・ 上杉昇 ） | 栗林誠一郎 | 5:08 |
| 3.                                                                 | 「きっと忘れない」       | 坂井泉水 （except #5 坂井泉水・ 上杉昇 ） | 織田哲郎   | 4:12 |
| 4.                                                                 | 「もう少し あと少し…」   | 坂井泉水 （except #5 坂井泉水・ 上杉昇 ） | 栗林誠一郎 | 4:45 |
| 5.                                                                 | 「雨に濡れて」           | 坂井泉水 （except #5 坂井泉水・ 上杉昇 ） | 栗林誠一郎 | 4:32 |
| 6.                                                                 | 「この愛に泳ぎ疲れても」 | 坂井泉水 （except #5 坂井泉水・ 上杉昇 ） | 織田哲郎   | 4:15 |
| 7.                                                                 | 「I still remember」     | 坂井泉水 （except #5 坂井泉水・ 上杉昇 ） | 栗林誠一郎 | 6:06 |
| 8.                                                                 | 「If you gimme smile」   | 坂井泉水 （except #5 坂井泉水・ 上杉昇 ） | 栗林誠一郎 | 4:00 |
| 9.                                                                 | 「来年の夏も」           | 坂井泉水 （except #5 坂井泉水・ 上杉昇 ） | 栗林誠一郎 | 4:29 |
| 10.                                                                | 「あなたに帰りたい」     | 坂井泉水 （except #5 坂井泉水・ 上杉昇 ） | 栗林誠一郎 | 6:17 |
| 合計時間:                                                          | 合計時間:                | 合計時間:                                 | 48:15      |      |

## 楽曲解説
1. Oh my love
  - 今作の表題曲。ジャケット撮影と連動したPVも作成されている。
  - 坂井自身が「シングルカットしたかった」とインタビューで答えるほど気に入っており、1997年発売『ZARD BLEND 〜SUN&STONE〜』や2006年発売『Golden Best 〜15th Anniversary〜』にも坂井の意向で収録されている。
  - ファンからの人気が非常に高い楽曲である（1999年発売の『ZARD BEST 〜Request Memorial〜』では投票6位、2025年発売の『ZARD Best Request 〜35th Anniversary〜』では投票9位となり、収録された）
  - 2016年発売『ZARD Forever Best 〜25th Anniversary〜』にも収録。
  - オリジナルカラオケの音盤化はされていなかったが、2018年2月21日発売「ZARD CD＆DVD COLLECTION　第27号　Oh my love」の付属CDにて初音盤化された。
2. Top Secret
  - 後に栗林がBarbier名義でセルフカバー（AMYによる全英詞）。
アルバム収録曲だったため、オリジナルカラオケの音盤化はされていなかったが、2017年11月15日発売「ZARD CD＆DVD COLLECTION　第20号　こんなにそばに居るのに」の付属CDにて初音盤化された。
3. きっと忘れない
  - 10thシングルの表題曲。最初のアカペラのスピードがゆるやかになり、ボーカルや楽器に対するエコーが強くなり、楽器などの音圧も強くなっており、全体のミックスや栗林誠一郎と思われるコーラスもシングルバージョンと異なっている。
この曲のPVを『ミュージックステーション』のスタジオを使用していたことが2007年6月29日に坂井泉水の追悼番組の中で明らかにされた。
4. もう少し あと少し…
  - 9thシングル表題曲。
5. 雨に濡れて
  - ZYYG,REV,ZARD&WANDS名義で発表した「果てしない夢を」のカップリング曲。本作ではボーカルを坂井のみでレコーディングしたセルフカバーバージョン。サビの部分やサックスの演奏、コーラスパートなどが微妙に異なる。また、最後のサビの一部がカットされている。作詞はWANDSの上杉昇との共作。ドラムは、青山純が叩いた[3]。
  - ファン人気が非常に高い楽曲の一つであり、ファン投票では毎回上位に入っている（1999年発売の『ZARD BEST 〜Request Memorial〜』では投票12位でコラボ名義の原曲が初収録、2008年発売の『ZARD Request Best 〜beautiful memory〜』では投票11位・2025年発売の『ZARD Best Request 〜35th Anniversary〜』では投票27位として、本作のセルフカバー版が収録）
6. この愛に泳ぎ疲れても
  - 両A面による11thシングルの表題1曲目。
後に、織田がアルバム『MELODIES』にてセルフカバー。
7. I still remember
  - 別れた恋人を懐かしむバラード。
  - 海辺で少女が佇むスポット用のショートPVが作成された。
  - 1999年発売の『ZARD BEST 〜Request Memorial〜』に投票12位で収録された。後に栗林がBarbier名義でセルフカバーし、坂井はコーラス参加している（AMYによる全英詞）。
  - アルバム収録曲だったため、オリジナルカラオケの音盤化はされていなかったが、2017年9月6日発売「ZARD CD＆DVD COLLECTION　第15号　この愛に泳ぎ疲れても」の付属CDにて初音盤化された。
8. If you gimme smile
9. 来年の夏も
  - ボサノヴァ調で始まるが、2コーラス目から曲調が変わり、最後はラ・カンパネッラを彷彿させるピアノの旋律で終わる。2004年に開催された初の全国ツアーで「私は言葉（歌詞）を大切にしてきました。そんな想いのこもった曲を聴いてください」と語った直後に歌われた曲である。
  - 坂井のお気に入りだったため、1997年発売『ZARD BLEND 〜SUN&STONE〜』や2007年発売『Soffio di vento 〜Best of IZUMI SAKAI Selection〜』にも収録されている。
  - 年月を経て、ファン人気が高まった楽曲の一つ（1999年発売『ZARD BEST 〜Request Memorial〜』では投票37位で未収録も、2025年発売『ZARD Best Request 〜35th Anniversary〜』では投票20位でリクエストアルバムとしては初収録された）
  - アルバム収録曲だったため、オリジナルカラオケの音盤化はされていなかったが、2017年8月9日発売「ZARD CD＆DVD COLLECTION　第13号　夏を待つセイル(帆)のように」の付属CDにて初音盤化された。
10. あなたに帰りたい
  - イントロが90秒ほどあり、演奏時間も6分18秒と本作では最も長い曲（カバー曲やリミックスを除くZARDの全オリジナル曲の中でも最長である）。そのため、2001年発売の『ZARD BLEND II 〜LEAF&SNOW〜』収録バージョンは冒頭のアコースティックギター部分が省略され、イントロは30秒ほどになっている。
  - 坂井はこの曲を好んでおり、2007年発売『Soffio di vento 〜Best of IZUMI SAKAI Selection〜』にも収録された。後に栗林がBarbier名義でセルフカバー（AMYによる全英詞）し坂井はコーラスで参加している。
  - アルバム収録曲だったため、オリジナルカラオケの音盤化はされていなかったが、2017年7月26日発売「ZARD CD＆DVD COLLECTION　第12号　息もできない」の付属CDにて初音盤化された。

## 参加ミュージシャン
ZARD
- 坂井泉水：Vocal